# 俄羅斯 (紐約州)
俄羅斯（英語：Russia）是一個位於美國紐約州赫基默縣的鎮。

## 人口
根據2020年美國人口普查的數據，俄羅斯的面積為156.48平方千米，當中陸地面積為147.53平方千米，而水域面積為8.95平方千米。當地共有人口2269人，而人口密度為每平方千米15人。